# Perfil (álbum de Seu Jorge)
Perfil - Seu Jorge é uma coletânea da cantor Seu Jorge, lançada pela série Perfil em 2010.

## Faixas
1. Burguesinha
2. Mina do Condomínio
3. Tive Razão (Ao Vivo)
4. Carolina (Ao Vivo)
5. País Tropical (Ao Vivo)
6. São Gonça (Ao Vivo)
7. É Isso Aí (Acústico)
8. Zé do Caroço (Ao Vivo)
9. Eu Sou o Samba (part. Alexandre Pires)
10. Pessoal Particular
11. Seu Olhar
12. Me Deixa em Paz
13. Pode Acreditar (Meu Laiá Laiá)
14. Cotidiano